# Neurobalística

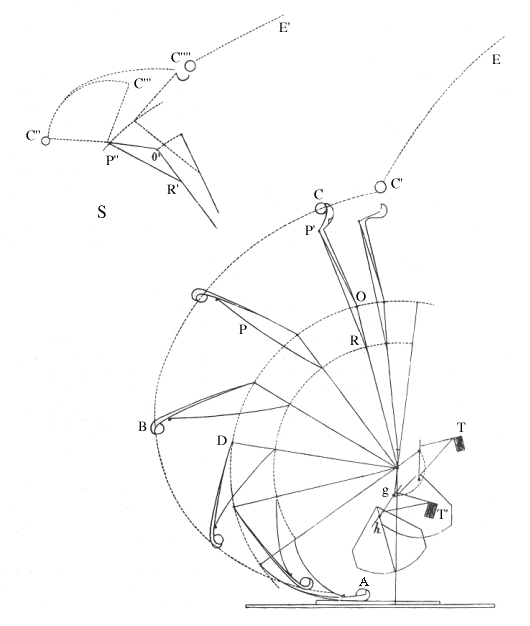
Diagrama do movimento de um trabuco

Neurobalística é a disciplina, dentro da ciência balística, que trata dos dispositivos e das tecnologias de tiro cujas forças propulsoras são resultantes de elementos de flexão ou torção.

## Histórico

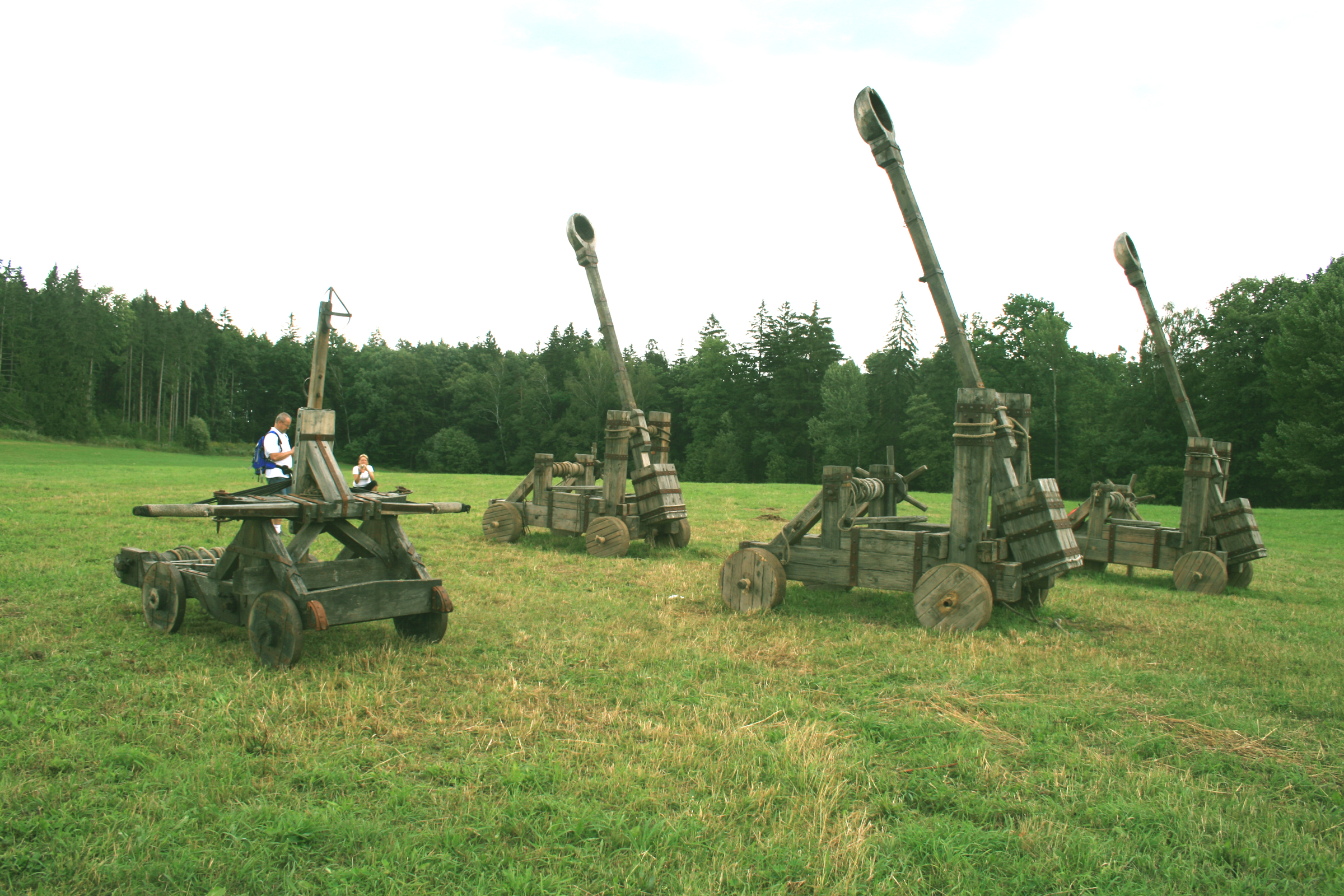
Réplicas modernas de catapultas.

Na Antiguidade, os projéteis eram disparados mecanicamente, inicialmente por arremesso e, posteriormente, pela energia obtida pelo tensionamento de cordas e arcos. Armas que disparam projéteis, como a funda, a besta e o arco e flecha, são empregadas contra indivíduos. Já o papel da artilharia é atingir alvos como muralhas ou grupos de indivíduos da infantaria ou cavalaria inimiga. Para esse fim foram desenvolvidas e aperfeiçoadas armas como as catapultas, capazes de arremessar pedras ou dardos.
As peças de artilharia mais antigas que se conhecem foram inventadas pelos antigos Gregos e eram o gastraphetes - datado de cerca de 400 a.C., constituía um poderoso arco e flecha, que usava o método mecânico de retesar a corda e podia ser transportado por uma pessoa - e o oxibeles - datado de cerca de 375 a.C., que tinha a sua corda retesada por alavancas.
O aperfeiçoamento do oxibeles trouxe um desenvolvimento tecnológico importante: a torção de cordas como fonte de energia. Armas empregando a torção passam a ser chamadas de "katapeltes", de onde vem a palavra "catapulta". A lithobolos, de 335 a.C., é uma catapulta que lança pedras em vez de dardos.
Os Romanos aperfeiçoaram o arsenal grego, com mudanças na disposição dos braços e da torcedura das cordas garantindo maior alcance às catapultas. Os petardos passam a atingir um alvo a 800 metros. As catapultas romanas mais comuns são a balista - que dispara pedras - e o scorpio - que arremessa dardos. Um onagro, do período de 200 a.C., pode disparar uma pedra de 80 quilogramas e requer de oito homens para ser armado.
A artilharia desenvolveu-se notavelmente com a invenção do trabuco na China, entre os séculos V a.C. e III a.C.. No Ocidente, no século VI d.C., substituiu as catapultas de torção. O trabuco usa a força da gravidade, através de um contrapeso para lançar projéteis de até uma tonelada. 
A partir do século XV, a neurobalística foi sendo substituída pela pirobalística, à medida que esta se foi desenvolvendo e generalizando. No entanto, a neurobalística continuou em uso limitado até à atualidade, ainda sendo utilizada ocasionalmente, através do emprego de engenhos improvisados para lançamento à distância de projéteis, normalmente explosivos ou incendiários. Por exemplo, já no século XX, foram usadas catapultas improvisadas para lançamento de granadas de mão no combate nas trincheiras durante a Primeira Guerra Mundial e na defesa de aquartelamentos fortificados durante a Guerra Colonial Portuguesa.

## Ligações Externas
- «Ballistic Technologies of Antiquity» (em inglês)
- «Exposición Mechane sobre máquinas históricas» (em espanhol)